# 浅草キッドブラザース
浅草キッドブラザース（あさくさキッドブラザース）は、かつて存在したたけし軍団内のグループ。

## 概要
1986年、ビートたけしに浅草フランス座の支配人から修行希望者の要請があり、弟子志願者のレギュラーメンバーが強制的にフランス座へ送り込まれる事になった。その際、ほぼ思い付きで「東京キッドブラザース」からもじって「浅草キッドブラザース」と命名された。
次第にメンバーが居なくなり、残った水道橋博士と玉袋筋太郎がコンビを組み、浅草キッドを名乗るようになった。

## メンバー
水道橋博士
岡山県出身。明治大学中退。
亀頭白乃介（初代）
秋田県出身。フランス座へは結局行かず、渋谷道頓堀劇場の杉兵助門下へ弟子入りする。
一文字隼人
東京都出身。中野実践商業高等学校（現・実践学園高等学校）卒業。玉袋、かに道楽落ち太と同級生でトリオを組んでいた。浅草帰還後はボーヤを務めたが、映画『その男、凶暴につき』出演後に軍団から離脱、実家の空調設備業に就いている。
玉袋筋太郎
東京都出身。中野実践商業高等学校卒業。
かに道楽落ち太
東京都出身。中野実践商業高等学校卒業。玉袋筋太郎と同級生で当初つるむ行動が多かったがフランス座を脱走した。
佐竹チョイナチョイナ
AVライターを少しやり退社した。